# فقر الدم الانحلالي بالمناعة الذاتية
فقر الدم الانحلالي الناجم عن المناعة الذاتية (أو فقر الدم المناعي). يحدث عندما تقوم الأجسام المضادة بمهاجمة خلايا الدم الحمراء (كرات الدم الحمراء) الخاصة بالشخص نفسه لتسبب لها انفجار (تحلل)، مما يؤدي إلى نقص كريات الدم الحمراء في الدورة الدموية إلى مستوى غير كافِ. 
ويقل عمر كرات الدم الحمراء من 100-120 يوم في الوضع الطبيعي إلى بضعة أيام فقط في الحالات الخطيرة .يتم اطلاق مكونات الخلايا من كرات الدم الحمراء إلى الدورة الدموية والأنسجة مما يؤدي إلى بعض الأعراض المميزة لهذه الحالة.
توجه عادة الأجسام المضادة ضد مولدات الضد (الأنتجين)، وبالتالي تعمل أيضاً ضد كرات الدم الحمراء القادمة من خارج الشخص نفسه، على سبيل المثال في حالة نقل الدم. ويعدّ فقر الدم الانحلالي حالة نادرة نسبياً تصيب واحد إلى ثلاثة أشخاص لكل 100000 شخص سنوياً.
تعدّ المصطلحات المستخدمة في هذا المرض غامضة بعض الشيء. على الرغم من أن نظام فهرسة المواضيع الطبية تستخدم المصطلح فقر الدم الانحلالي بالمناعة الذاتية، إلا أن بعض المصادر يفضلون مصطلح «فقر الدم المناعي» وبالتالي يمكن أن تدرج التفاعلات الدوائية في هذه الفئة. المعهد الوطني للسرطان يعدّ «فقر الدم المناعي»، «فقر الدم الانحلالي الذاتي»، و «فقر الدم الانحلالي الناتج عن المعقد المناعي» كلها مرادفات.

## التصنيف
يصنف فقر الدم المناعي إلى فقر الدم الانحلالي الدافئ أو البارد، والذي يسبب داء الراصات الباردة، ومرض البيلة الهيموغلوبينية. وتستند هذه التصنيفات إلى خصائص الأجسام المضادة التي تشارك في التسبب في هذا المرض. كل نوع له أسباب وطريقة تعامل ومآل مختلفة عن الآخر، مما يجعل من تصنيفه أمراَ مهماَ عند علاج المريض المصاب بـفقر الدم المناعي.

## الأسباب
ولا يزال الغموض يكتنف أسباب فقر الدم المناعي. قد يكون هذا المرض ابتدائيا أو ثانويا لمرض كامن آخر، ويعدّ المرض الابتدائي مجهول السبب ويمثل فقر الدم المناعي مجهول السبب 50% تقريبا من الحالات. كما يمكن لـ فقر الدم المناعي الثانوي أن ينتج عن أمراض أخرى كثيرة. فقر الدم المناعي الدافئ والبارد كل نوع له الأسباب الثانوية الخاصة الأكثر شيوعا.
الأسباب الأكثر شيوعا لفقر الدم المناعي الثانوي الدافئ تشمل الاضطرابات الليمفاوية (مثل ابيضاض الدم الليمفاوي المزمن واللمفوما)، واضطرابات المناعة الذاتية الأخرى (مثل الذئبة الحمراء، التهاب المفاصل، وتصلب الجلد، التهاب القولون التقرحي). كما أن هناك أسباب أقل شيوعا لفقر الدم المناعي الدافئ تشمل الأورام غير اللمفاوية، والعدوى.
فقر الدم المناعي الثانوي البارد يحدث بسبب الاضطرابات الليمفاوية، ولكن يحدث عادة عن طريق العدوى، وخاصة من قبل المفطورة، الإلتهاب الرئوي الفيروسي، عدد كثرة الوحيدات العدوائية والتهابات الجهاز التنفسي الأخرى. وبشكل أقل شيوعا، يمكن أن يكون سببه اضطرابات المناعة الذاتية المصاحبة لذلك.
فقر الدم الانحلالي الناجم عن المناعة الذاتية الذي يحدث بسبب تحفيز الدواء، رغم ندرته، يمكن ان يحدث من قبل عدد من الأدوية، بما في ذلك مثيلدوبا والبنسلين. وهذه تعدّ استجابة مناعية من النوع الثاني حيث ترتبط جزيئات الدواء على سطح كرات الدم الحمراء وتقوم بدور مولد الضد، ويتم إنتاج أجسام مضادة ضد كرات الدم الحمراء، مما يؤدي إلى تنشيط جملة المتممة، هناك أيضا اجزاء صغيرة من جملة المتممة مثل C3a، C4a وC5a بتنشيط الكريات البيضاء الحبيبية (على سبيل المثال الخلية متعادلة)، في حين أن المكونات الأخرى للنظام (C6، C7، C8، C9) يمكن أن تشكل إما معقد مهاجمة الغشاء (MAC) أو يمكن أن تربط بين الأجسام المضادة، فتقوم بالمساعدة في عملية البلعمة من قبل الخلايا الأكولة الكبيرة (C3b). وهذا يعدّ نوع واحد من أنواع «حساسية البنسلين».

## الفيسيولوجيا المرضية
يمكن لفقر الدم المناعي أن يحدث بسبب عدد من فئات مختلفة من الأجسام المضادة، حيث ان الأجسام المضادة IgG و IgM يعدّان النوعين الرئيسيين المسببين للمرض. يختلف المرض تبعا لاختلاف الأجسام المضادة المشاركة في المرض. كما لا تعدّ الأجسام المضادة من النوع IgG فعالة جدا في تفعيل جملة المتممة ولكنها ترتبط بشكل فعال بمستقبلات Fc الخاصة بالخلايا البلعمية، ويتميز فقر الدم المناعي الذي يتضمن الأجسام المضادة من النوع IgG بالقيام بالبلعمة لكرات الدم الحمراء. بينما فقر الدم المناعي الذي يتضمن الأجسام المضادة من النوع IgM هو منشط قوي للمتممة الكلاسيكية، وبالتالي فإن فقر الدم المناعي الذي يتضمن الأجسام المضادة من النوع IgM يتميز بتكسير كرات الدم الحمراء بواسطة جملة المتممة. الأجسام المضادة من النوع IgM تؤدي أيضا إلى البلعمة لكرات الدم الحمراء وذلك لأن الخلايا البلعمية لديها مستقبلات للمتمم المرتبط (وليس ل Fc كما هو الحال في فقر الدم المناعي المتضمن للأجسام المضادة من النوع IgG). تكسير كريات الدم الحمراء في فقر الدم المناعي الذي يتضمن أجساما مضادة من النوع IgG عادة ما يتم في الطحال، بينما في فقر الدم المناعي الذي يتضمن اجساما مضادة من النوع IgM يحدث التكسير في خلايا كوبفر- الخلايا البلعمية في الكبد.عندما يتم تكسير كريات الدم الحمراء بالبلعمة فإن التكسير حين إذ يعدّ خارج وعائي، في حين إذا كان التكسير بواسطة جملة المتممة فإنه يعدّ تكسيرا داخل وعائي.ولأن يكون التكسير داخل وعائي يجب أن يشتمل على تنشيط جملة المتممة، وبالتالي معظم فقر الدم المناعي يكون خارج الوعائي - سواء كان ذلك بوساطة الأجسام المضادة من النوع IgG أو IgM.
لا يمكن نسب فقر الدم إلى نوع محدد من الأجسام المضادة، ولأجل تحديد نوع الجسم المضاد المتضمن في فقر الدم المناعي لدى المريض يجب القيام باختبار كومبس، ولهذا اللاختبار نوعين مختلفين هما المباشر وغير المباشر وفي فقر الدم المناعي يستخدم عادة النوع المباشر من الاختبار، ويتم تصنيف الأجسام المضادة بناء على نشاطها في درجات حرارة مختلفة، فالأجسام المضادة التي تكون أكثر نشاطا وفعالية في درجة حرارة الجسم الطبيعية (حوالي 37 درجة مئوية) تسمى أجساما مضادة دافئة، بينما الأجسام المضادة الأكثر نشاطا في درجات الحرارة المنخضة (مابين 0 و 4 درجات مئوية) تسمى أجساما مضادة باردة، لذلك فإن المرضى الذين يحملون الأجسام المضادة الباردة سوف يكون المرض نشط لديهم عندما تنخفض درجات الحرارة، فالأجسام المضادة الباردة تصبح نشطة عندما تصل الأطراف، عندها تبدأ بالارتباط بكريات الدم وتجعلها قابلة للتكسيرعندها تعود كريات الدم إلى المناطق الوسطى من الجسم تبدأ عمليات التكسير بجملة المتممة. قد يحمل المرضى نوع واحد أو كلا النوعين من الأجسام المضادة وفي هذه الحالة يطلق عليه «النوع المختلط».
عندما يتم القيام باختبار كومبس المباشر، تكون النتائج المثالية هي على النحو التالي:
فقر الدم الانحلالي الناجم عن المناعة الذاتية من نوع الدافئ يظهر نتائج إيجابية مع أمصال مضادة للأجسام المضادة من النوع IgG مع أو من دون تنشيط جملة المتممة. قد تنشأ حالات أيضا مع جملة المتممة وحدها أو مع أجسام مضادة من الأنواع IgA، IgM، أو مزيج من هذه الأنواع الثلاثة، بالإضافة إلى جملة المتممة.
فقر الدم الانحلالي الناجم عن المناعة الذاتية من النوع البارد يظهر عادة نتائج إيجابية مع مضاد أمصال لجملة المتممة وأحيانا مع الأجسام المضادة المذكورة اعلاه. هذا هو الحال في كل من داء الراصات الباردة والبيلة الهيموغلوبينية الليلية الانتيابية.
خليط من فقر الدم المناعي الدافئئ والبارد يظهر نتائج إيجابية للأجسام المضادة من النوع IgG وجملة المتممة معا، وأحيانا لـلأجسام المضادة من النوع IgG وحدها، وفي بعض الأحيان لجملة المتممة وحدها.

## التشخيص
يتم التشخيص في البداية باستبعاد الأسباب الأخرى لفقر الدم الانحلالي، مثل الفوال، الثلاسيميا، مرض فقر الدم المنجلي، وما إلى ذلك. التاريخ السريري مهم أيضا للكشف عن أي مرض أو أدوية قد تكون أدت إلى هذا المرض.
بعد هذا، يتم إجراء بعض التحاليل المختبرية لتحديد المسببات لهذا المرض. وتعدّ النتائج الإيجابية لاختبار كومبس المباشر ذات خصوصية ضعيفة لتشخيص فقر الدم المناعي؛ لذلك فإن التشخيص يتطلب القيام باختبارات مصلية تكميلية للتأكد من سبب النتائج الإيجابية. ويجب أيضا أن تظهر علامات لانحلال الدم في المختبر.
الاختبارات المثالية المستخدمة للكشف عن انحلال الدم تشمل العد الدموي الشامل (CBC) مع مسحة الطرفية، والبيليروبين، LDH (وبخاصة مع إيزوزيم 1)، هابتوغلوبين، وهيموغلوبين البول.

### الأدلة على انحلال الدم
هذه النتائج قد تظهر:

#### زيادة تكسر كريات الدم الحمراء
- ارتفاع البيليروبين في المصل(غير المقترن).
- زيادة يوروبيلينوجين فالبول.
- انخفاض هابتوغلوبين البلازما.
- ارتفاع نازعة اللبنيك في المصل (LDH).
- بيلة هيموسيديرينية.
- وُجُودُ الميتهيمالبومين في الدَّم.
- كثرة الكريات الحمر الكروية

#### زيادة إنتاج الخلايا الحمراء
- -تضخم محمر في نخاع العظام.
- زيادة عدد الخلايا الشبكية.

#### بعض الفحوصات المحددة
- اختبار كومبس المباشر الموجب.

## العلاج
تعتمد فعالية العلاج على التشخيص الصحيح للمرض. إما من نوع الدافئ أو البارد.
فقر الدم المناعي من النوع الدافئ عادة ما يكون المرض بها أكثر مكرا، فلا يمكن علاجها ببساطة عن طريق إزالة السبب ويعدّ الخط الأول لعلاج هذا النوع هو الكورتيكوستيرويدات، مثل البريدنيزولون. بعد هذا، هناك مثبطات للمناعة يمكن استخدامها مثل ريتوكسيماب، دانازول، سيكلوفوسفاميد الآزويثوبرين، أو السيكلوسبورين.
أما علاج داء الراصات الباردة يكون عن طريق تجنب البرد أو في بعض الأحيان باستخدام ريتوكسيماب، كما أن إزالة السبب الكامن وراءه أمر مهم أيضاً.
كما يتم علاج مرض بيلة هيموغلوبينية ليلية انتيابية من خلال إزالة الأسباب الكامنة، مثل العدوى.
يعدّ «الدم الناجم عن اليرقان» الناتج عن افراز كميات هائلة من المواد الملونة من خلايا الدم يليه تشكيل العصارة الصفراء والتي وصفها Vanlair و masius في عام 1871. بعد ذلك بحوالي 20 عاما، ميز حاييم بين فقر الدم الانحلالي الخلقي والمكتسب من يرقان المعدية المزمنة المرتبطة بتضخم الطحال. في عام 1904، اقترح دونات واندشتاينر أن هناك عامل مصلي للدم مسؤول عن انحلال الدم في الهيموغلوبينية الباردة الانتيابية. وأكد المحققون الفرنسيون بقيادة شوفار أهمية التراص الذاتي للخلية الحمراء في المرضى الذين يعانون من فقر الدم الانحلالي المكتسب. في عام 1930، وصفت ويدرر بريل حالات انحلال الدم الحاد مع بداية سريعة من فقر الدم، وشفاء سريع بعد العلاج بنقل الدم. ويعتقد أن هذه الحلقات من الانحلال تعود إلى عوامل معدية. لم يكن هناك فرق واضح بين فقر الدم الانحلالي الخلقي والمكتسب، ولكن، حتى Dameshek وشوارتز في عام 1938، وعام 1940، شرحوا وجود هيمولايسين غير طبيعي في مصل المرضى الذين يعانون من فقر الدم الانحلالي المكتسب وافترضوا وجود آلية مناعية.
خلال العقود الثلاثة الماضية، تمخضت دراسات تحديد فصائل الدم الحمراء والأجسام المضادة لمصل الدم عن طرق التشخيص التي وضعت أساسا لمفاهيم مناعية مناسبة لكثير من الأمراض الانحلالية المكتسبة. من هذه التطورات، وقد أثبتت تجربة ضد الغلوبولين التي وصفها كومس، مورانت، وريس في عام 1945 أنها واحدة من الأدوات الأكثر أهمية وفائدة من الأدوات المتاحة الآن للكشف عن حالات الانحلال المناعي. هذه الآلية تدل على أن الأجسام المضادة لأرنب ضد جلوبيولين الإنسان قد يحفز تراص خلايا الدم الحمراء البشرية «محاطة بمجموعة غير كاملة من الأجسام المضادة الريزيسية». وكان C.Moreschlit قد استخدم الأسلوب نفسه في عام 1908 في ظل نظام مضاد الخلايا الحمراء للارنب في الماعز. وكان الاختبار سابقاَ لأوانه تاريخيا وتم نسيانه و. في عام 1946، وطبق بورمان، دود، ولوتيت اختبار ضد الغلوبولين المباشر لمجموعة متنوعة من فقر الدم الانحلالي، ووضعوا الأساس للتمييز الواضح من المناعة الذاتية من فقر الدم الانحلالي الخلقي.
وتستمر حالة انحلال الدم موجود كلما قصر بقاء الخلية الحمراء مرة عن المتوسط العادي لمدة 120 يوما. ويعدّ فقر الدم الانحلالي هو الوضع الانحلالي الذي يوجد فيه فقر الدم، ويكون نخاع العظام غير قادر على التعويض عن قصر فترة عمر الخلايا الحمراء. الوضع الانحلالي المناعي (بفقر دم أو دون وجود فقر دم)، والتي تنطوي على آليات المناعة التي تتكون من ردود الفعل ضد المستضد. ردود الفعل هذه قد تنجم دون ان يكون لها علاقة بتفاعل الضد-المستضد والتي بامكانها أن تصلح كرات الدم الحمراء البريئة، المارة، أو من تركيبات ضد-مستضد ذات الصلة في الخلية الحمراء المضيفة أو في جزء من هيكلها والتي أصبحت مستضدة. يمكن أن يسمى هذا النوع الأخير من تفاعل ضد- مستضد «المناعة الذاتية»، وفقر الدم الانحلالي الناتج على هذا النحو هو فقر الدم الانحلالي المرتبط بالمناعة الذاتية.
في الأطفال
تعدّ AIHA في الأطفال عموما ذات احتمالية عالية للشفاء كما انها ممكن ان تشفى ذاتيا. ومع ذلك، إذا وجدت في غضون العامين الأولين من الحياة أو في سنوات المراهقة، فإن هذا المرض غالبا ما يصبح مزمناَ، مما يتطلب المناعة على المدى الطويل، مع عواقب خطيرة على النمو. قد يكون الهدف من العلاج في بعض الأحيان لخفض استخدام الستيرويدات في السيطرة على هذا المرض. في هذه الحالة، يمكن اعتبار استئصال الطحال وغيرها من طرق العلاج مثل الأدوية المثبطة للمناعة. وتعدّ العدوى مصدراَ للقلق والخطر في المرضى الذين يتناولون مثبطات المناعة على مدى طويل، خاصة عند الأطفال الصغار جدا (أقل من سنتين).

## وصلات خارجية
http://clinicalcases.blogspot.com/2003/06/hemoglobin-42-due-to-autoimmune.html Autoimmune Hemolytic Anemia